# Arani (Tamil Nadu)
Arani (en tamil: ஆரணி ) es una localidad de la India en el distrito de Tiruvannamalai (estado de Tamil Nadu).

## Geografía
Se encuentra a una altitud de 148 m s. n. m., a 118 km de la capital estatal, Chennai (ex-Madrás), en la zona horaria UTC +5:30.

## Demografía
Según una estimación en 2010 contaba con una población de 64 814 habitantes.